# Prüll
Prüll är ett kommunfritt område i Landkreis Bayreuth i Regierungsbezirk Oberfranken i förbundslandet Bayern i Tyskland.